# Bagacum Nerviorum

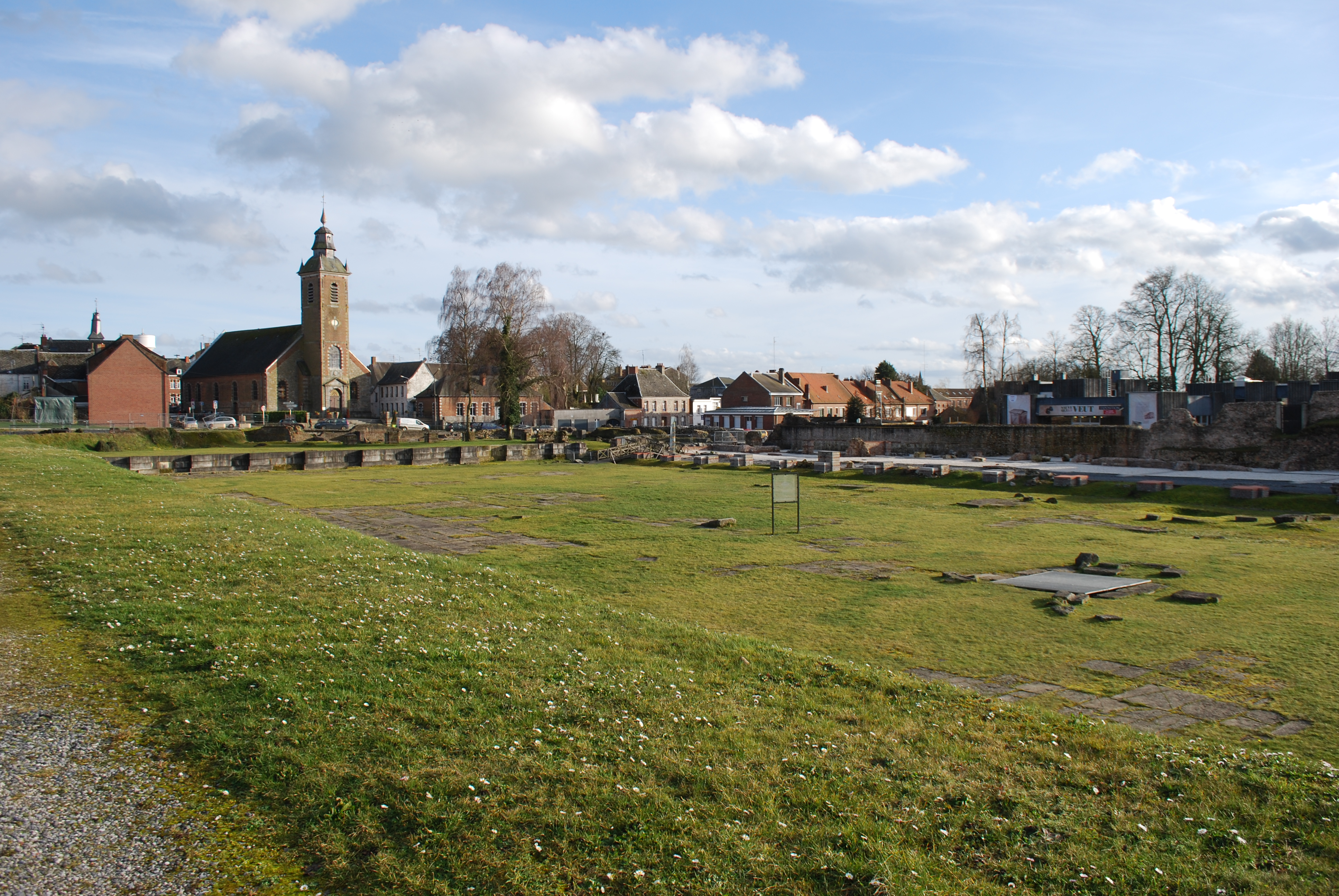
Il foro di Bagacum Nerviorum

Bagacum Nerviorum era una civitas, capoluogo del popolo dei Nervi, nella Gallia Belgica, sorta in epoca augustea. Corrisponde oggi a Bavay, nel dipartimento francese del Nord.

## Etimologia
Il nome di Bagacum deriva dal termine celtico "bagos", con il significato di faggio. Il toponimo originario celtico doveva essere *Bāgākon ("Faggeta").

## Storia
Con la riorganizzazione da parte di Augusto della Gallia, la nuova provincia romana della Gallia Belgica fu divisa in 18 civitates, capoluoghi di circoscrizioni amministrative che corrispondevano al territorio delle precedenti popolazioni celtiche. Tra queste era la civitas Nerviorum, del popolo dei Nervi, che prese il nome di Bagacum Nerviorum.
Il sito era stato probabilmente occupato anche in epoca precedente. La fondazione di un primo centro abitato fu probabilmente legata alla decisione di Agrippa, nel corso del suo secondo soggiorno in Gallia nel 19 a.C., di far costruire una strada tra Andematunum (Langres) e il mare (porto di Gesoriacum, oggi Boulogne-sur-Mer), che passò dalle valli della Schelda e della Sambre.

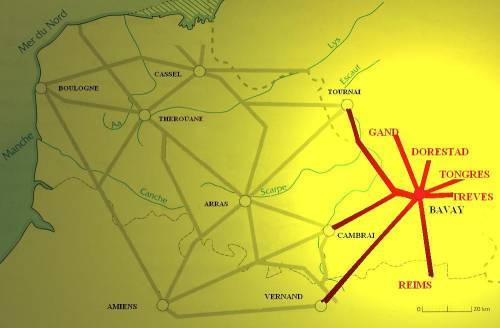
La posizione di Bagacum Nerviorum (Bavay) nella rete stradale del nord della Francia

Bagacum era un nodo stradale di una certa importanza, all'incrocio tra uno dei percorsi della via Agrippa e la via Belgica. Compare sia nell'Itinerario antonino, sia nella Tavola peutingeriana, dai quali risulta:
- punto di partenza di una via verso il portus Gessoriacensis, o Gesoriacum (Boulogne-sur-Mer), tramite Turnacum (Tournai)[3];
- situato sull'itinerario tra Castellum, o Castellum Menapiorum (Cassel) e Colonia (o Colonia Claudia Ara Agrippinensium (Colonia) via Atuatuca Tungorum (Tongeren)[4][5][6].

Lungo la strada per Colonia, presso l'odierna Binche, è stato scoperto un miliario che riporta la distanza di 22 miglia "a Bag(asco) Nerviorum", citata dunque come punto di partenza della via.
Altre quattro vie sono attestate archeologicamente, in direzione di Viromandui (Vermand), Augusta Treverorum (Treviri), Asse, e Gand, via Blicquy (sede di un santuario gallo-romano, oggi nel comune belga di Leuze-en-Hainaut) e Velzeke-Ruddershove (oggi nel comune belga di Zottegem). Bagacum era inoltre punto di partenza di una via che conduceva a Durocortorum (Reims).
Nel 1716 fu scoperto nel "giardino dei Padri dell'Oratorio" (in corrispondenza del foro cittadino, all'epoca non ancora identificato) un basamento con un'iscrizione di dedica a Tiberio, quando questi era governatore delle Tre Gallie e della Germania, da parte di un cittadino romano proveniente dalla Gallia Narbonense, in occasione del suo arrivo a Bagacum. L'iscrizione è stata datata negli anni tra il 4 e il 14. L'erezione di questo monumento ad un personaggio così importante ha permesso di ritenere che in questa data fosse già stato costruito un primo foro cittadino, forse con edifici in legno.
La città era stata fondata su una pianta ortogonale (con vie che si incrociano ad angolo retto) e si sviluppò rapidamente: aveva una superficie stimata di otto ettari all'epoca dell'imperatore Claudio e raggiunse una superficie di quaranta ettari agli inizi II secolo. Fu probabilmente un centro di produzione dei cosiddetti "vasi di Bavai", spesso con raffigurazioni di busti di divinità.
Un vasto complesso forense monumentale venne costruito nel I secolo e ricostruito in forme diverse nel II secolo, dopo un incendio. La città aveva anche terme pubbliche e un quartiere artigianale. Produsse ceramiche, oggetti in osso, tessuti e appliques in bronzo.
I quartieri periferici della città furono abbandonati alla fine del II secolo - inizi del III, a cui seguirono in alcuni casi livellamenti e innalzamenti del terreno e talvolta nuove occupazioni, nuovamente poi abbandonate in occasione delle invasioni della seconda metà del III secolo. Anche le fattorie del territorio sembrano essere state abbandonate con la fine del II secolo.
Nella seconda metà del III secolo il foro perse le sue funzioni di centro politico, amministrativo e religioso:le taberne aperte verso l'esterno furono chiuse, venne scavato un fossato e fu realizzata una prima cinta di mura con torri cilindriche. Intorno alla metà del IV secolo o nella prima metà di esso il muro fu raddoppiato e il fossato colmato.
Secondo alcuni un secondo castellum si sarebbe trovato appena più ad est: è probabile comunque che si trattasse di un fortino a protezione della via di comunicazione, più che di una città.
Nella Notitia provinciarum et civitatum Galliae, della fine del IV secolo, la funzione di Bagacum come civitas capoluogo del territorio sembra fosse passata a Camaracum (Cambrai), divenuta Civitas Camaracensium. Bagacum venne definitivamente abbandonata dopo il 430, prima della fine del V secolo.

## Descrizione
La città sorgeva dove oggi si trova Bavay, sulla sommità di una collina (145 m di altitudine) e sulle sue pendici.
Il decumano e il cardine principali si incrociavano ad angolo retto: presso l'incrocio il decumano costeggiava il lato nord del grande foro cittadino e il cardine il suo lato est. Il foro stesso era costituito da una piazza orientale, chiusa sul fondo da una basilica, e da una seconda piazza occidentale, posta ad una quota più alta, con al centro un tempio.
Nei pressi del foro sono stati rinvenuti un edificio con porticato e sulla strada una piccola fontana pubblica. Sotto l'attuale chiesa di Bavay erano stati visti i resti di un complesso termale.
L'acqua arrivava in città da Floursies tramite un acquedotto.

### Il foro
Il foro cittadino segue il modello dei fori tripartiti, diffusi in Italia e nelle città delle province occidentali, con la piazza, l'area sacra e la basilica.
La parte orientale della piazza, era chiusa sul fondo dall'edificio della basilica e fiancheggiata da portici sui quali si aprivano botteghe. La parte occidentale era rialzata con dei criptoportici che sostenevano i portici laterali e al centro un tempio di cui rimane solo il podio.

### La basilica
Nell'area in seguito occupata dalla basilica sono state rinvenute tracce di attività metallurgiche di tradizione celtica, ma dell'inizio dell'epoca romana. 
In seguito l'area venne livellata e pavimentata e venne costruito un primo edificio pubblico in legno.
La basilica fu eretta alla metà del I secolo. Era di grandi dimensioni (95 x 38 m), rialzata di circa 1,50 m rispetto alla piazza orientale, di cui occupava il fondo. Lungo tutta la lunghezza della facciata correva una scalinata che permetteva di accedere all'edificio. All'interno presentava una navata centrale sparata sui quattro lati per mezzo di file di 16 e 4 colonne (rispettivamente sui lati lunghi e sui lati corti), dalle navate laterali. Al centro del lato lungo di fondo, opposto alla facciata, si apriva una grande abside semicircolare (17,40 m di diametro), pavimentata con un opus sectile a grande modulo in marmi colorati di importazione (tra i quali il marmo giallo antico e il marmo africano). Ai lati dell'abside erano due sale rettangolari, che si aprivano ugualmente verso l'interno dell'edificio e altri sei ambienti per ogni lato, posti ad un livello inferiore, probabilmente delle taberne aperte sulla strada retrostante, funzionalmente estranee al monumento.
Si tratta di un edificio che si inquadra tipologicamente nelle numerose basiliche con un ambiente sul fondo, tipiche delle province occidentali, ma che appare eccezionale per le dimensioni e per l'uso dei marmi colorati di rivestimento.
L'edificio fu distrutto da un incendio e venne raso al suolo. Furono anche avviati i lavori per una ricostruzione, dopo gli inizi del II secolo. Il progetto prevedeva una pianta simile ma con alcune modifiche: una navata centrale di lunghezza ridotta (probabilmente con pilastri in muratura al posto delle colonne) e nuove sale aperte sul fondo dei lati corti e sul lato di fondo opposto all'ingresso. Sulla facciata doveva inoltre scomparire la scalinata di accesso. I lavori però si interruppero dopo la realizzazione di gran parte delle fondazioni e la ricostruzione dell'abside.
I lavori furono ripresi sullo stesso progetto intorno alla metà del II secolo, insieme alla ricostruzione del foro. Anche in questo caso però l'edificio non venne del tutto completato: non furono costruiti i pilastri che avrebbero dovuto delimitare la navata centrale verso la facciata ed è dunque improbabile che lo spazio della navata centrale fino alla facciata potesse essere stato coperto. L'edificio si presentava dunque come una sorta di cortile, circondato da un portico sui tre lati e chiuso da un muro sul quarto lato.
Quando il foro venne trasformato in fortezza, alla fine del III secolo, le mura costeggiarono i lati dell'antica basilica e alcuni dei suoi spazi interni furono adibiti ad usi abitativi e riscaldati con ipocausto.
L'edificio doveva essere del tutto sparito nel XIV secolo, quando era ormai attraversato da una strada. Sul sito sorsero la chiesa del Collegio degli Oratoriani, poi distrutta nel 1794. L'area fu poi occupata dal collegio di Notre-Dame de l'Assomption e da una serie di piccole case. Questi edifici furono distrutti nel corso dei bombardamenti della seconda guerra mondiale (1940) dopo i quali furono iniziati i primi scavi archeologici.

### Il museo
Un primo museo archeologico fu fondato a Bavay da Maurice Hénault nel 1906. Nel 1967 fu decisa la costruzione di un nuovo edificio, affidata agli gli architetti Waldschmidt e Jourdain, Costruito con fondi dello Stato, del dipartimento e della città, fu inaugurato nel 1976. Inizialmente gestito dalla città, è poi passato al dipartimento nel 2000 per la gestione e dal 2009 in proprietà. Dopo il rinnovamento dell'allestimento è stato ribattezzato con il nome di "Forum antique de Bavay" nel 2011.
Le sale del museo ospitano una collezione di oggetti gallo-romani, provenienti dagli scavi di Bavay e della sua regione. Un video mostra una ricostruzione in 3D dell'antica città come introduzione alla visita.
Il foro di Bagacum venne scoperto nel 1906 da Maurice Hénault, che vide anche delle terme, alimentate dall'acquedotto. Dal 1942 al 1976 Henry Biévelet ha rimesso in luce la parte occidentale, con i criptoportici e la piazza orientale, situata davanti alla basilica civile.
Il sito archeologico comprende oggi 2,5 ettari. Il foro antico è stato quasi totalmente rimesso in luce; la parte meglio conservata è rappresentata dai criptoportici che rialzavano la piazza occidentale. Ben conservate anche le mura tardo-antiche, che in alcuni punti si conservano per 8 m di altezza.

### Resoconti degli scavi

#### 1940-1944
- (FR) Pierre Leman, Les fouilles archéologiques à Bavay de 1940 à 1944 (Vichy, les Allemands et les archéologues), in Revue du Nord, vol. 86, n. 358, 2004,  pp. 191-199, ISSN 0035-2624 (WC · ACNP). URL consultato il 23 ottobre 2016.

#### Basilica: 1988—1996 e 2004
- (FR) Roger Hanoune e Arthur Muller, Recherches archéologiques à Bavay, I-II, in Revue du Nord, vol. 70, n. 276, 1988,  pp. 39-56, ISSN 0035-2624 (WC · ACNP). URL consultato il 23 ottobre 2016.
- (FR) Roger Hanoune e Arthur Muller, Recherches archéologiques à Bavay, III-IV (La basilique de Bavay et les basiliques de forum. Actes de la Xe journée d'etudes du Centre de recherches archéologiques de l'Université de Lille III, Lille, 7 décembre 1988), in Revue du Nord, vol. 71, n. 280, 1989,  pp. 39-58, ISSN 0035-2624 (WC · ACNP). URL consultato il 23 ottobre 2016.
- (FR) Roger Hanoune e Arthur Muller, Recherches archéologiques à Bavay, V-IX, in Revue du Nord, vol. 72, n. 286, 1990,  pp. 53-73, ISSN 0035-2624 (WC · ACNP). URL consultato il 23 ottobre 2016.
- (FR) Roger Hanoune e Arthur Muller, Recherches archéologiques à Bavay, X-XI, in Revue du Nord, vol. 73, n. 292, 1991,  pp. 101-119, ISSN 0035-2624 (WC · ACNP). URL consultato il 23 ottobre 2016.
- (FR) Roger Hanoune e Arthur Muller, Recherches archéologiques à Bavay, XII, in Revue du Nord, vol. 74, n. 296, 1992,  pp. 69-82, ISSN 0035-2624 (WC · ACNP). URL consultato il 23 ottobre 2016.
- (FR) Roger Hanoune e Arthur Muller, Recherches archéologiques à Bavay, XIII (Basilique civile, 1992), in Revue du Nord, vol. 75, n. 301, 1993,  pp. 11-20, ISSN 0035-2624 (WC · ACNP). URL consultato il 23 ottobre 2016.
- (FR) Roger Hanoune e Arthur Muller, Recherches archéologiques à Bavay, XIV-XVIII (Basilique civile, 1993-1994), in Revue du Nord, vol. 76, n. 308, 1994,  pp. 37-61, ISSN 0035-2624 (WC · ACNP). URL consultato il 23 ottobre 2016.
- (FR) Roger Hanoune e Arthur Muller, Recherches archéologiques à Bavay, XIX-XXIII (Basiligue civile, 1995-1996), in Revue du Nord, vol. 78, n. 318, 1996,  pp. 97-136, ISSN 0035-2624 (WC · ACNP). URL consultato il 23 ottobre 2016.
- (FR) Roger Hanoune, Frédéric Loridant, Christine Louvion e Arthur Muller, Recherches archéologiques à Bavay, XXIV-XXVII (basiligue du forum et kardo oriental), in Revue du Nord, vol. 82, n. 388, 2000,  pp. 115-154, ISSN 0035-2624 (WC · ACNP). URL consultato il 23 ottobre 2016.

#### Foro: 1989-1998
- (FR) Roland Delmaire e Frédéric Loridant, Bavay. Fouilles de l'aile sud des cryptoportiques campagne de 1989, in Revue du Nord, vol. 72, n. 286, 1990,  pp. 29-52, ISSN 0035-2624 (WC · ACNP). URL consultato il 23 ottobre 2016.
- (FR) Frédéric Loridant, Laura Bloemendaal e Laurent Duflot, Le forum de Bavay. Campagne de fouilles 1990, in Revue du Nord, vol. 73, n. 292, 1991,  pp. 83-99, ISSN 0035-2624 (WC · ACNP). URL consultato il 23 ottobre 2016.
- (FR) Frédéric Loridant, Laura Bloemendaal e Laurent Duflot, Le forum de Bavay. Campagne de fouilles 1991, in Revue du Nord, vol. 74, n. 296, 1992,  pp. 83-90, ISSN 0035-2624 (WC · ACNP). URL consultato il 23 ottobre 2016.
- (FR) Patrick Thollard, Fouilles sur le forum de Bavay (1993-1997). Aire sacrée, cryptoportique et terrasse sud, in Revue du Nord, vol. 79, n. 323, 1997,  pp. 65-139, ISSN 0035-2624 (WC · ACNP). URL consultato il 23 ottobre 2016.
- (FR) Patrick Thollard e Christine Denimal, Fouilles sur le forum de Bavay 1993-1998 II. le Bas-Empire, in Revue du Nord, vol. 80, n. 328, 1998,  pp. 153-221, ISSN 0035-2624 (WC · ACNP). URL consultato il 23 ottobre 2016.
- (FR) Patrick Thollard e Sabine Groetrembil, Fouilles sur le forum de Bavay (1993-1998) III. Habitat, voirie et stratigraphie au sud du forum, in Revue du Nord, vol. 81, n. 333, 1999,  pp. 23-64, ISSN 0035-2624 (WC · ACNP).
- (FR) Thomas Byhet, Fouilles sur le forum de Bavay (1993-1998) IV. Un sanctuaire de carrefour au sud du forum ?, in Revue du Nord, vol. 85, n. 353, 2003,  pp. 209-228, ISSN 0035-2624 (WC · ACNP). URL consultato il 23 ottobre 2016.

#### Altri scavi
- (FR) Jean-Claude Carmelez, Bavay. L'exploration archéologique au sud du forum. Les fouilles préliminaires à la construction du musée archéologique, in Revue du Nord, vol. 72, n. 286, 1990,  pp. 75-123, ISSN 0035-2624 (WC · ACNP). URL consultato il 23 ottobre 2016.
- (FR) Frédéric Loridant, Bavay: le site de la «Terre à trois coins». Évaluation archéologique, in Revue du Nord, vol. 73, n. 292, 1991,  pp. 121-134, ISSN 0035-2624 (WC · ACNP). URL consultato il 23 ottobre 2016.
- (FR) Frédéric Loridant e Laura Bloemendaal, Bavay: le site de la Maison de retraite, in Revue du Nord, vol. 74, n. 296, 1992,  pp. 115-130-134, ISSN 0035-2624 (WC · ACNP). URL consultato il 23 ottobre 2016.
- (FR) Frédéric Loridant, Bavay: parcelle AD 156. Un bâtiment avec hypocaustes appartenant au réseau urbain antique B, in Revue du Nord, vol. 77, n. 313, 1995,  pp. 119-134, ISSN 0035-2624 (WC · ACNP). URL consultato il 23 ottobre 2016.
- (FR) Frédéric Loridant, Bavay: parcelle AE 100. Des tombes à incinération en enclos du IIIe siècle, in Revue du Nord, vol. 77, n. 313, 1995,  pp. 135-144, ISSN 0035-2624 (WC · ACNP). URL consultato il 23 ottobre 2016.*(FR) Frédéric Loridant e Laurent Duflot, Bavay (Bagacum, Nervii), su Archéologie de la France - Informations, 1º marzo 1997. URL consultato il 23 ottobre 2016.
- (FR) Christine Louvion, Rodolphe Ménard, Patrice Herbin e Frédéric Loridant, Bavay. Fouille de la parcelle AB 55, in Revue du Nord, vol. 83, n. 343, 2001,  pp. 71-96, ISSN 0035-2624 (WC · ACNP). URL consultato il 23 ottobre 2016.